# Hilionaha
Hilionaha is een bestuurslaag in het regentschap Nias Selatan van de provincie Noord-Sumatra, Indonesië. Hilionaha telt 704 inwoners (volkstelling 2010).